# Alessandro Vessella
Alessandro Vessella (Alife, 31 marzo 1860 – Roma, 6 gennaio 1929) è stato un direttore di banda, compositore e poliziotto italiano già direttore e riformatore della banda musicale dei vigili urbani di Roma.

## Biografia
Nato nell'antico palazzo seicentesco (sulla facciata del quale una lapide ne rievoca la memoria) della sua importante famiglia alifana, apprese i primi rudimenti musicali da uno zio materno, maestro di musica, col desiderio di diventare pianista. Un crampo alla mano, tuttavia, gli impedì di continuare verso quella strada. Fu ammesso, in seguito, a perfezionare la sua preparazione nel Conservatorio di Napoli e dopo aver conseguito il diploma in pianoforte mostrò, sin dai primi tempi, versatilità nella composizione per bande musicali, tanto che, nel 1885, in seguito alla morte del maestro Pezzini di Chieti, gli si presenta l'occasione di partecipare al concorso per la direzione della banda musicale della polizia locale di Roma. Il maestro Vessella risultò primo su dieci concorrenti in gara e il 27 aprile 1885 (appena venticinquenne) ricevette la nomina di direttore dal sindaco della Capitale, il principe Leopoldo Torlonia. Il primo concerto ufficiale nella nuova veste fu tenuto il 5 luglio successivo in una gremitissima piazza Colonna: la direzione del Vessella e l'esecuzione dei suoi musicisti, tuttavia, non convinsero tutti gli spettatori, le cui orecchie non erano ancora avvezze alla musica tedesca, prediligendo quella italiana. Ma il merito del maestro alifano fu proprio questo: col passare del tempo, infatti, egli riuscì a far apprezzare al pubblico, quello romano prima e quello italiano poi, la musica d'oltralpe, da Bach a Chopin, passando per Mendelssohn e Beethoven, per finire a Wagner. Di quest'ultimo autore, infatti, è unanime il riconoscimento del merito di Alessandro Vessella di aver introdotto la sua musica in Italia. Da Vessella in avanti, alla banda musicale e ai concerti per bande, si è data la giusta e meritata rilevanza di cui godono ancora oggi. E lo stesso concerto bandistico romano ebbe notevole impulso dalla sua direzione e una rinomanza tale che, nei quaranta anni che lo diresse (fino al 1924) girò diversi Paesi europei.
Si interessò di scrittura bandistica ad alto livello e, nello stesso tempo, con efficaci trascrizioni, riuscì a portare ai larghi strati del pubblico numerose opere sinfoniche tedesche, riuscendo a ridurre in modo eccellente anche opere imponenti quali quelle di Wagner.
Fu iniziato in Massoneria nella Loggia "Alcinoe risorta" di Napoli e nel 1890 fu affiliato Maestro nella Loggia "Universo di Roma; il 17 marzo 1892 eseguì per la prima volta la sua riduzione per un piano solo di una cantata massonica di Mozart.
Occupò la cattedra di composizione per banda presso l'Accademia di Santa Cecilia, riversando le sue esperienze nel testo Studi di istrumentazione per banda. Sia nella sua città natale, Alife, che nella sua città d'azione, Roma gli è stata intitolata una strada. Sempre nelle due città, gli sono stati dedicati anche due monumenti: ad Alife, un busto bronzeo su una colonna marmorea è posto nel giardino della Villa Comunale, mentre a Roma un suo busto è nel famedio di Villa Borghese.

## Opere
- Studi di istrumentazione per banda, prima stesura del 1894
- Viaggio artistico in Germania, del 1894
- Di un più razionale ordinamento delle musiche militari italiane, del 1894
- Sull'evoluzione storica della partitura per banda dal ‘600 all'800, del 1903